# Оидзумианская обсерватория
Оидзумианская обсерватория — частная астрономическая обсерватория, основанная в 1990 году в Оидзуми, Гумма (префектура), Япония. Основателем и наблюдателем в обсерватории является Такао Кобаяси.

## Инструменты обсерватории
- 254-мм телескоп

## Направления исследований
- Открытие новых астероидов
- Астрометрия комет и астероидов

## Основные достижения
- Открыто 2464 астероидов с 1991 по 2002 года[1]
- 30784 астрометрических измерений опубликовано с 1990 по 2008 года [2]

## Известные сотрудники
- Такао Кобаяси